# Waco F series
Waco seri F là một loạt các máy bay huấn luyện hai tầng cánh do hãng Waco Aircraft Company chế tạo trong thập niên 1930.

## Biến thể
INF125 hp (93 kW) Kinner B-5
KNF100 hp (75 kW) Kinner K-5
RNF110 hp (82 kW) Warner Scarab
PCF170 hp (127 kW) Jacobs LA-1
PBFnhư PCF với cánh 'B' sửa đổi
QCF165 hp (123 kW) Continental A70
UBF210 hp (157 kW) Continental R-670
UMF210 hp (157 kW) Continental R-670A
YMFnhư UMF với động cơ 225 hp (168 kW) Jacobs L-4
YPF-6 và YPF-7225 hp (168 kW) Jacobs L-4
ZPF-6 và ZPF-7285 hp (213 kW) Jacobs L-5
UPF-7
YMF-5
JW

## Tính năng kỹ chiến thuật (UPF-7)
Dữ liệu lấy từ Green, 1965, p. 307
Đặc điểm tổng quát
- Kíp lái: 1
- Sức chứa: 1
- Chiều dài: 23 ft 1 in (7.04 m)
- Sải cánh: 30 ft 0 in (9.14 m)
- Chiều cao: 8 ft 5 in (2.57 m)
- Diện tích cánh: 244 ft2 (22.67 m2)
- Trọng lượng rỗng: 1,870 lb (848.22 kg)
- Trọng lượng có tải: 2,650 lb (1202.02 kg)
- Động cơ: 1 × Continental W-670-6A, 220 hp (161.81 kW)

Hiệu suất bay
- Vận tốc cực đại: 128 mph (207 km/h)
- Vận tốc hành trình: 114 mph (185 km/h)
- Tầm bay: 400 dặm (644 km)
- Trần bay: 14,800 ft (4,511 m)